# Список епідемій і пандемій
Тут знаходиться список епідемій і пандемій інфекційних захворювань.

## Поточні події
| Період, початок | Хвороба / збудник                                             | Регіон                                            | Кількість тих, хто заразився | Кількість померлих | Опис                                                       |
| --------------- | ------------------------------------------------------------- | ------------------------------------------------- | ---------------------------- | ------------------ | ---------------------------------------------------------- |
| з 1980          | ВІЛ-інфекція / СНІД, ВІЛ                                      | весь світ                                         | ≈ 79,3 млн                   | ≈ 36,3 млн         |                                                            |
| з 2012          | Близькосхідний коронавірусний респіраторний синдром, MERS-CoV | Аравійський півострів, загалом у 26 країнах світу | ≈ 2 578                      | ≈ 888              | Близькосхідний коронавірусний респіраторний синдром        |
| з 2013          | Чікунгунья, вірус чікунгунья                                  | Центральна і Південна Африка                      | ≈ 870 000                    |                    |                                                            |
| з 2016          | Холера                                                        | Ємен                                              | ≈ 1,7 млн                    | ≈ 3 400            | Епідемія холери в Ємені (2016–2020 Yemen cholera outbreak) |
| з 2017          | Гарячка денге                                                 | Шрі-Ланка                                         | ≈ 130 000                    | ≈ 300              |                                                            |
| з 2018          | Кір                                                           | Мадагаскар, Самоа, ДР Конго                       |                              |                    |                                                            |
| з 2019          | Коронавірусна хвороба 2019, SARS-CoV-2                        | Спочатку в КНР, далі – весь світ                  | ≈ 205 млн                    | ≈ 4,4 млн          | Пандемія коронавірусної хвороби 2019                       |

## Хронологія епідемій і пандемій
| Період, початок    | Хвороба / збудник                                    | Регіон                                              | Кількість тих, хто заразився | Кількість померлих                                                        | Назва |
| ------------------ | ---------------------------------------------------- | --------------------------------------------------- | ---------------------------- | ------------------------------------------------------------------------- | --- |
| 1320-1300 до н. е. | достеменно невідомо                                  | Мала Азія, Стародавній Єгипет                       |                              |                                                                           | Хеттська моровиця |
| 430 до н. е.       | достеменно невідомо                                  | Афіни                                               |                              | ≈ 30 000                                                                  | Афінська моровиця |
| 165-180            | невідомо                                             | Стародавній Рим                                     |                              | ≈ 7-10 млн                                                                | Чума Антоніна, пандемія |
| 250-271            | невідомо                                             | Стародавній Рим                                     |                              | невідомо                                                                  | Чума Кипріяна, пандемія |
| 541-750?           | Чума, чумна паличка                                  | Європа, Південно-Західна Азія                       |                              | ≈ близько 85 млн за 2 століття                                            | Чума Юстиніана / перша пандемія чуми |
| 590                | Чума, чумна паличка                                  | Рим                                                 |                              |                                                                           | Римська епідемія чуми 590 року |
| 627-628            | Чума, чумна паличка                                  | Держава Сасанідів                                   |                              |                                                                           | Чума Широ |
| 638-639            | Чума, чумна паличка                                  | Сирія, Палестина                                    |                              |                                                                           | Чума в Емаусі |
| 664                | можливо чума                                         | Англія, Шотландія, Ірландія                         |                              |                                                                           | Британська чума 664 року |
| 698-701            | Чума, чумна паличка                                  | Європа, Південно-Західна Азія                       |                              |                                                                           | Чума в Константинополі, Сирії та Месопотамії. Почалася на ринку екзотичних тварин у Константинопольському вантажному порту Неоріон (Neorion Harbour).                       |
| 735-737            | Натуральна віспа                                     | Японські острови                                    |                              | близько 2 млн (33 % від населення регіону)                                | Епідемія натуральної віспи в Японії (735—737 роки) |
| 1346-1353          | Чума, чумна паличка                                  | Європа, частина Азії і Північної Африки             |                              | ≈ 50 млн                                                                  | Чорна смерть / друга пандемія чуми |
| 1485-1486          | Англійська пітниця                                   | Англія                                              |                              | невідомо                                                                  | Перша епідемія англійської пітниці |
| 1494               | Сифіліс                                              | Європа                                              |                              | ≈ 5 млн                                                                   | Хвороба, ймовірно, була завезена матросами з кораблів Колумба із Нового Світу (Америки)                                                                                     |
| 1507               | Англійська пітниця                                   | Англія                                              |                              | невідомо                                                                  | Друга епідемія англійської пітниці |
| 1510               | Грип                                                 | Азія, Європа, Африка                                |                              |                                                                           | Пандемія грипу 1510 року |
| 1517               | Англійська пітниця                                   | Англія                                              |                              | невідомо                                                                  | Третя епідемія англійської пітниці |
| XVI століття       | Декілька епідемій невідомого генезу                  | Центральна і Південна Америки                       |                              | ≈ 5-25 млн                                                                | Епідемії коколізлі, приписується одній або кільком хворобам, спільно званим cocoliztli, що характеризувалися гарячкою та кровотечами.                                       |
| 1523               | Чума                                                 | Мальта                                              |                              |                                                                           | Епідемія чуми на Мальті в 1523 році |
| 1563               | Чума                                                 | Англія                                              |                              | ≈ 20 тисяч                                                                | Епідемія чуми в Лондоні у 1563 році |
| 1582               | Чума                                                 | Тенерифе, Сан-Кристобаль-де-ла-Лагуна               |                              | ≈ 5 000 і 9 000                                                           | Це призвело до загибелі приблизно 25-45% населення острова. |
| 1592-1593          | Чума, чумна паличка                                  | Королівство Англія                                  |                              | ≈ 19 000 осіб                                                             | Епідемія чуми в Лондоні (1592—1593 роки) |
| 1629-1633          | Чума, чумна паличка                                  | Італія                                              |                              | ≈ 1 млн. осіб                                                             | Чума 1630 року |
| 1633-1644          | Чума                                                 | Китай                                               |                              |                                                                           | Епідемія чуми в Китаї при династії Мін |
| 1654-1655          | Чума, чумна паличка                                  | Московське царство                                  |                              | від 10 до 100 тис.                                                        | Епідемія чуми у Московському царстві (1654-1655) |
| 1656               | Чума, чумна паличка                                  | Неаполь                                             |                              | 1 млн 250 тисяч осіб                                                      | Неапольська чума 1656 року |
| 1665-1666          | Чума, чумна паличка                                  | Англія                                              |                              | ≈ 100 000                                                                 | Велика Лондонська чума. |
| 1678-1679          | Чума, чумна паличка                                  | Відень                                              |                              | ≈ 76 000                                                                  | Велика Віденська чума |
| 1708-1710          | Чума, чумна паличка                                  | Північна і Східна Європа                            |                              | ≈ 1 млн                                                                   | Чума під час Великої Північної війни |
| 1718-1874          | Пітниця Пікарді (Picardy sweat)                      | Франція, Німеччина та ін.                           |                              |                                                                           | Близько двохсот епідемій |
| 1738-1739          | Натуральна віспа                                     | Північна Кароліна, Британська Америка               |                              |                                                                           | Епідемія натуральної віспи у Північній Кароліні (1738–1739 North Carolina smallpox epidemic)                                                                                |
| 1770-1772          | Чума                                                 | Молдова, Російська імперія                          |                              |                                                                           | Епідемія чуми в Російській імперії у 1770—1772 роках |
| 1775-1782          | Натуральна віспа                                     | Північна Америка                                    |                              | ≈ 130 000                                                                 | Епідемія натуральної віспи у Північній Америці (1775—1782 роки) |
| 1780               | Натуральна віспа                                     | Австралія                                           |                              |                                                                           | Епідемія натуральної віспи 1789 року в Австралії |
| 1793               | Жовта гарячка                                        | Філадельфія, США                                    |                              | 5-6 тисяч                                                                 | Епідемія жовтої гарячки у Філадельфії 1793 року |
| 1813               | Епідемічний висипний тиф                             | Майнц                                               |                              | ≈ 30 000                                                                  | Епідемія досягла свого піку в 1813 році, забравши тисячі життя солдатів наполеонівської армії, розквартированих у місті Майнці, після російсько-французької війни 1812 року |
| 1817-1824          | Холера, холерний вібріон                             | Південно-Східна Азія, Близький Схід та ін.          |                              |                                                                           | Перша холерна пандемія |
| 1826-1837          | Холера, холерний вібріон                             | Індія, Китай, Європа, Америка та ін.                |                              |                                                                           | Друга холерна пандемія |
| 1847-1848          | Епідемічний висипний тиф                             | Канада, США                                         |                              | ≈ 20 000 Хвороба була завезена емігрантами в результаті голоду в Ірландії | |
| 1852-1860          | Холера                                               | Європа, частина Азії                                |                              |                                                                           | Третя холерна пандемія |
| 1862               | Натуральна віспа                                     | Північна Америка                                    |                              | ≈ 14 000                                                                  | |
| 1863-1875          | Холера, холерний вібріон                             | Європа, частина Азії                                |                              |                                                                           | Четверта холерна пандемія |
| 1878-1879          | Чума                                                 | Ветлянка, Російська імперія                         |                              | 364                                                                       | Епідемія чуми в станиці Ветлянка |
| 1878               | Жовта гарячка                                        | район нижньої течії річки Міссісіпі                 |                              |                                                                           | Епідемія жовтої гарячки у нижній долині Міссісіпі |
| 1881-1896          | Холера, холерний вібріон                             | Європа, Азія, Африка, Південна Америка              |                              |                                                                           | П'ята холерна пандемія |
| 1889-1890          | Грип                                                 | Весь світ                                           |                              | до 1 млн                                                                  | Пандемія грипу 1889—1890 років |
| 1892               | Холера                                               | Гамбург (Німецька імперія)                          |                              | 8 605                                                                     | Епідемія холери в Гамбурзі у 1892 році |
| 1896-1927          | Чума, чумна паличка                                  | Весь світ                                           |                              | до 12 млн                                                                 | Третя пандемія чуми |
| 1899-1923          | Холера, холерний вібріон                             | Весь світ                                           |                              |                                                                           | Шоста холерна пандемія |
| 1910-1911          | Чума, чумна паличка                                  | Маньчжурія (Китай)                                  |                              | ≈ 100 000                                                                 | Епідемія чуми на Далекому Сході (1910-1911) |
| 1911               | Холера                                               | Венеція (Королівство Італія)                        |                              |                                                                           | «Смерть у Венеції» |
| 1915-1926          | Летаргічний енцефаліт                                | Весь світ                                           |                              |                                                                           | Пандемія летаргічного енцефаліту у 1915-1926 роках |
| 1916               | Поліомієліт                                          | Північний Схід США                                  |                              | ≈ 6 000                                                                   | |
| 1917-1921          | Епідемічний висипний тиф                             | Європа, Росія                                       |                              | ≈ 3 млн                                                                   | |
| 1918-1920          | Іспанський грип, H1N1                                | Весь світ                                           |                              | ≈ 50 млн                                                                  | |
| 1925-1926          | Дифтерія                                             | Ном (Аляска)                                        |                              | ≈ 100                                                                     | «Велика гонка милосердя 1925 року» |
| 1957-1958          | Азійський грип, H2N2                                 | Весь світ                                           |                              | 1-2 млн                                                                   | Азійський грип |
| 1961-1975?         | Холера, холерний вібріон і V. cholerae біовар El Tor | Весь світ                                           |                              | кілька млн                                                                | Сьома холерна пандемія |
| 1967               | Хвороба, яку спричинює вірус Марбург                 | Марбург (Німеччина)                                 |                              | 7                                                                         | |
| 1968-1970          | Гонконзький грип, H3N2                               | Весь світ                                           |                              | ≈ 1 млн                                                                   | |
| 1978-1979          | Російський грип, H3N2                                | Початок у СРСР, потім весь світ, імовірно пандемія  |                              | не менше 300 тисяч                                                        | Епідемія грипу в СРСР у 1978—1979 роках |
| 1979               | Сибірка                                              | Єкатеринбург (СРСР)                                 |                              | 64                                                                        | Епідемія сибірки в Єкатеринбурзі |
| 1979-1984          | Сибірка                                              | Зімбабве                                            | ≈ 10 000                     |                                                                           | |
| 1995-1996          | Грип                                                 | Весь світ                                           |                              |                                                                           | |
| 1998-2000          | Хвороба, яку спричинює вірус Марбург                 | Демократична Республіка Конго                       |                              | 123                                                                       | Другий спалах гарячки після 1967 року |
| 2002-2003          | Тяжкий гострий респіраторний синдром, SARS-CoV       | Весь світ                                           | ≈ 8 000                      | ≈ 774                                                                     | «Спалах тяжкого гострого респіраторного синдрому 2002–2004» |
| 2004-2021          | Пташиний грип, H5N1                                  | Весь світ                                           | більше 800                   | більше 400                                                                | |
| 2008-2017          | Чума                                                 | Мадагаскар                                          | більше 600                   |                                                                           | |
| 2009-2010          | Свинячий грип, H1N1                                  | весь світ                                           |                              | ≈ 1799                                                                    | Пандемія грипу H1N1 у 2009 році |
| 2010               | Холера                                               | Гаїті, Куба, Домініканська Республіка, Мексика, США | ≈ 800 000                    | ≈ 9 000                                                                   | Епідемія холери на Гаїті (2010) |
| 2014-2016          | Хвороба, яку спричинює вірус Ебола                   | Західна Африка                                      | ≈ 30 000                     | ≈ 11 000                                                                  | Епідемія гарячки Ебола в Західній Африці |
| 2015-2016          | Вірус Зіка                                           | Південна Америка                                    |                              |                                                                           | Пандемія хвороби, яку спричинює вірус Зіка |
| 2016               | Жовта гарячка                                        | Ангола, ДР Конго                                    |                              |                                                                           | Епідемія жовтої гарячки 2016 року в Анголі і ДР Конго |
| 2017               | Гарячка денге                                        | Шрі-Ланка                                           |                              |                                                                           | Епідемія гарячки денге у Шрі-Ланка в 2017 році |
| 2017-2020          | Хвороба, яку спричинює вірус Ебола                   | ДР Конго                                            | ≈ 3 400                      | ≈ 2 200                                                                   | Епідемія гарячки Ебола у ДР Конго 2017-2020 років |
| 2019-2020          | Гарячка денге                                        | Південно-Східна Азія                                | більше 6 млн                 | близько 4 тисяч                                                           | Епідемія гарячки денге в Азії (2019—2020) |
| 2019 - триває      | Пандемія коронавірусної хвороби 2019                 | Весь світ                                           | понад 311 млн                | ≈ 5,5 млн                                                                 | Хвороба вперше зафіксована в Ухані, Китай, у грудні 2019 року |

## Див також
- Списки катастроф